# Maureilhan
Maureilhan (okzitanisch: Maurelhan) ist eine französische Gemeinde mit 2.465 Einwohnern (Stand: 1. Januar 2022) im Département Hérault in der Region Okzitanien. Sie gehört zum Arrondissement Béziers und zum Kanton Cazouls-lès-Béziers. Die Einwohner werden Maureilhanais genannt.

## Geographie
Die Gemeinde Maureilhan liegt etwa sieben Kilometer westnordwestlich von Béziers und 18 Kilometer von der Mittelmeerküste entfernt. Umgeben wird Maureilhan von den Nachbargemeinden Cazouls-lès-Béziers im Norden, Maraussan im Nordosten, Béziers im Osten, Montady im Süden, Capestang im Südwesten und Westen sowie Puisserguier im Westen und Nordwesten.
Durch die Gemeinde führt die frühere Route nationale 112 (heutige D612). 

## Bevölkerungsentwicklung
| Jahr                       | 1962 | 1968 | 1975 | 1982 | 1990 | 1999 | 2010 | 2020 |
| Einwohner                  | 1123 | 1172 | 1335 | 1298 | 1412 | 1430 | 1893 | 2342 |
| Quellen: Cassini und INSEE |      |      |      |      |      |      |      |      |

## Sehenswürdigkeiten

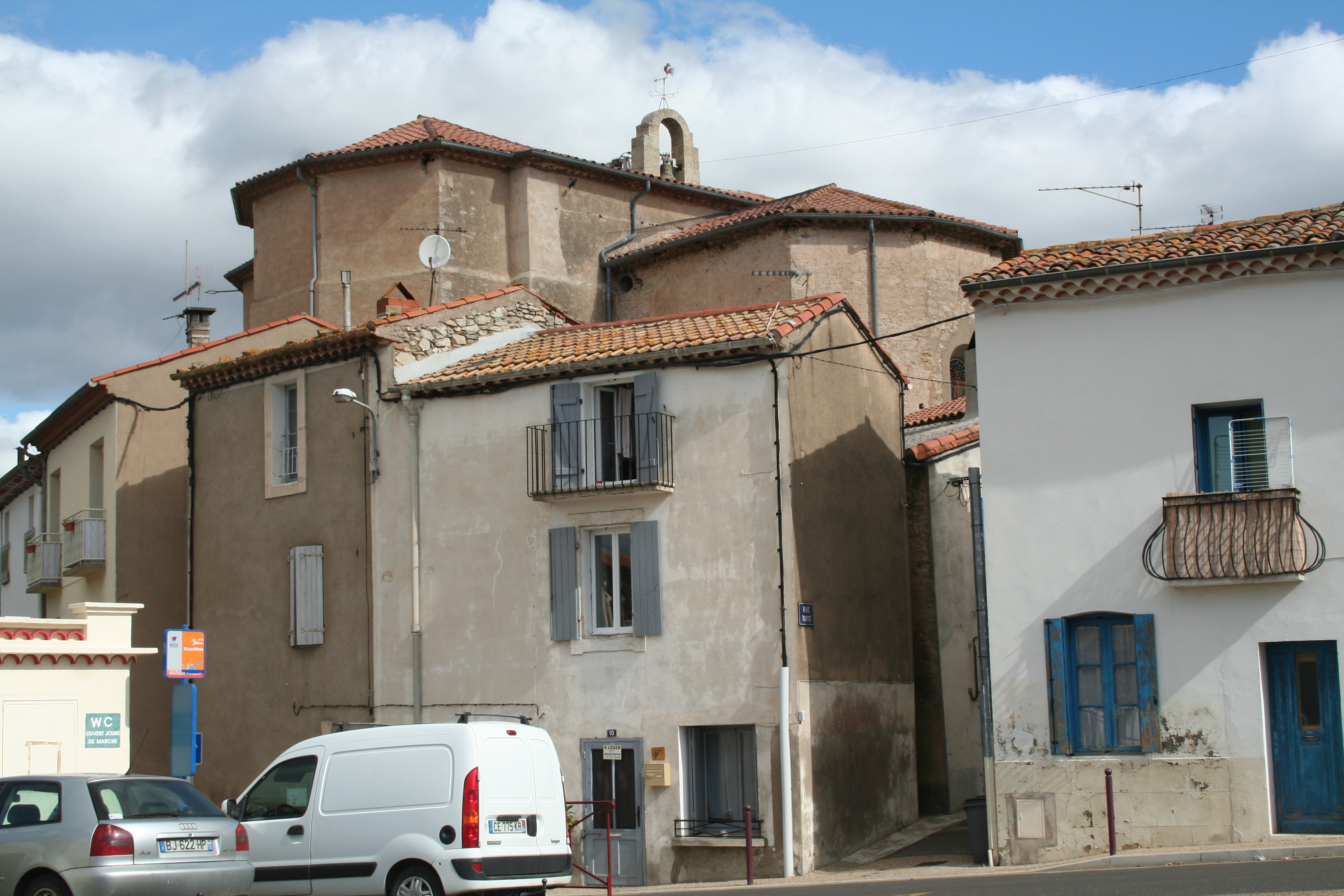
Kirche Saint-Baudile
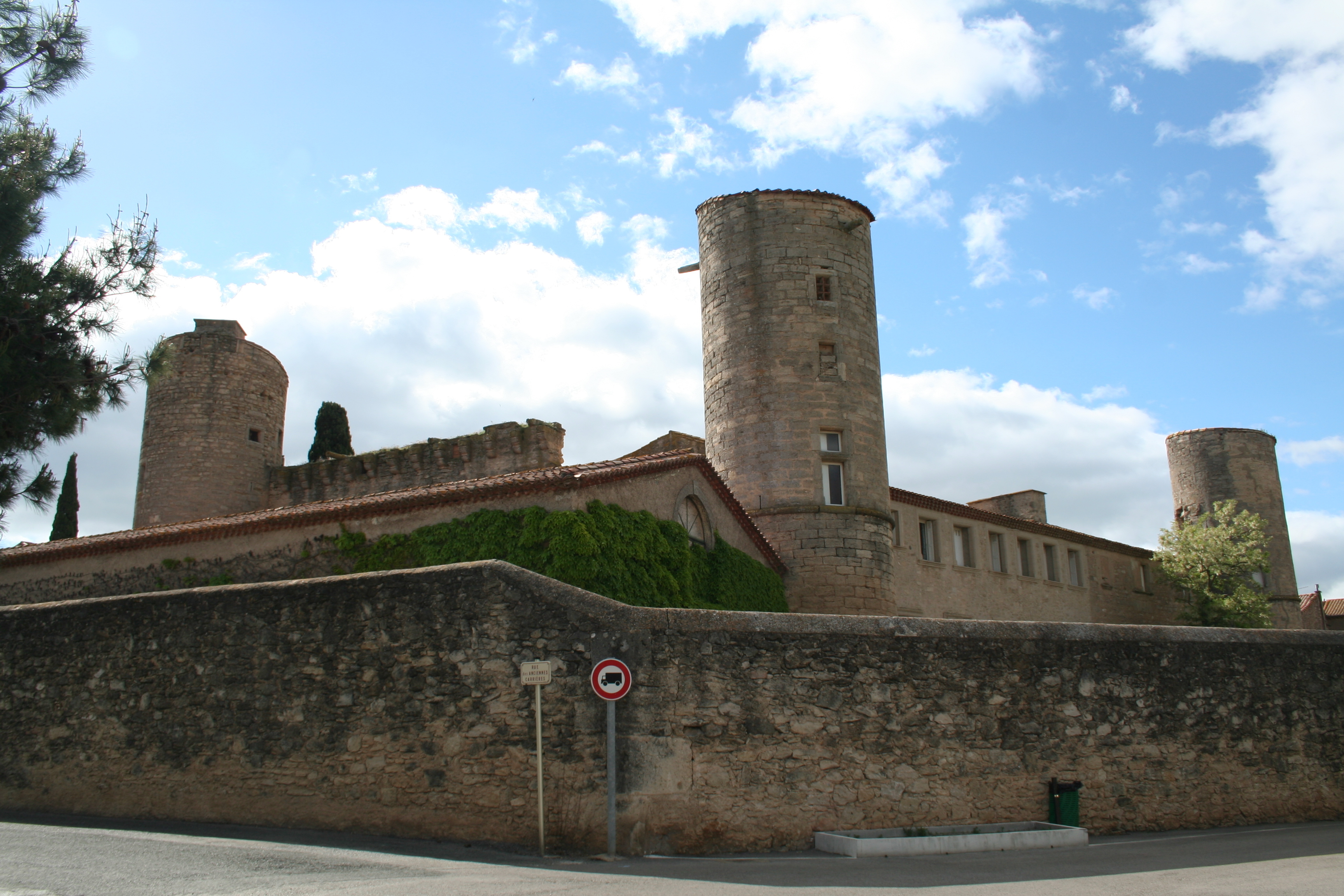
Alte Burganlage
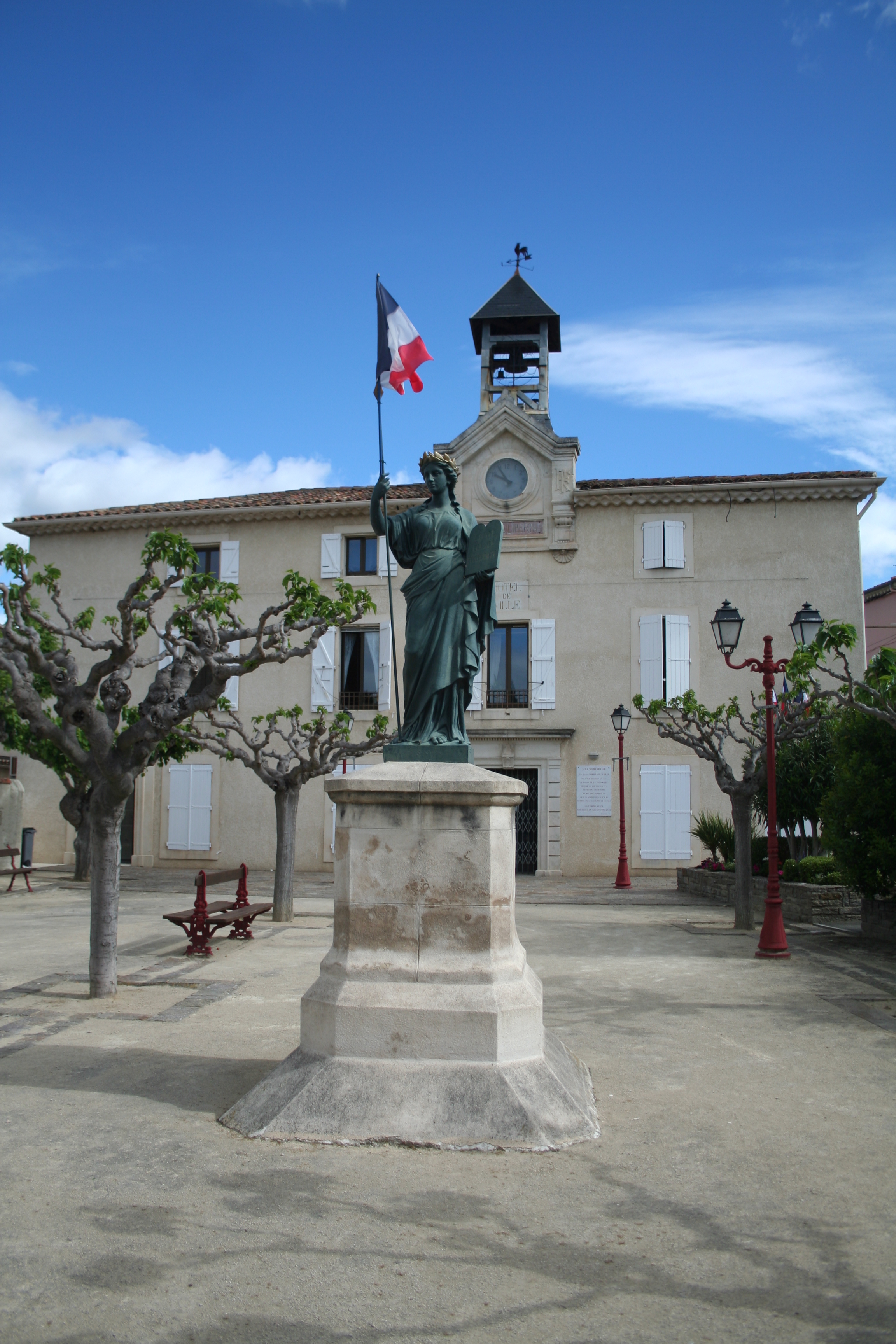
Rathaus

- Kirche Saint-Baudile
- Alte Burganlage
- Mariannenstatue vor dem Rathaus

## Persönlichkeiten
- Jean Jacques d’Ortous de Mairan (1678–1771), Mathematiker und Geophysiker
- Marie-Jean-Pierre Flourens (1794–1867), Mediziner

## Gemeindepartnerschaft
Mit der französischen Gemeinde Sequedin im Département Nord besteht eine Partnerschaft.